# Zbiornik Prozerpiny

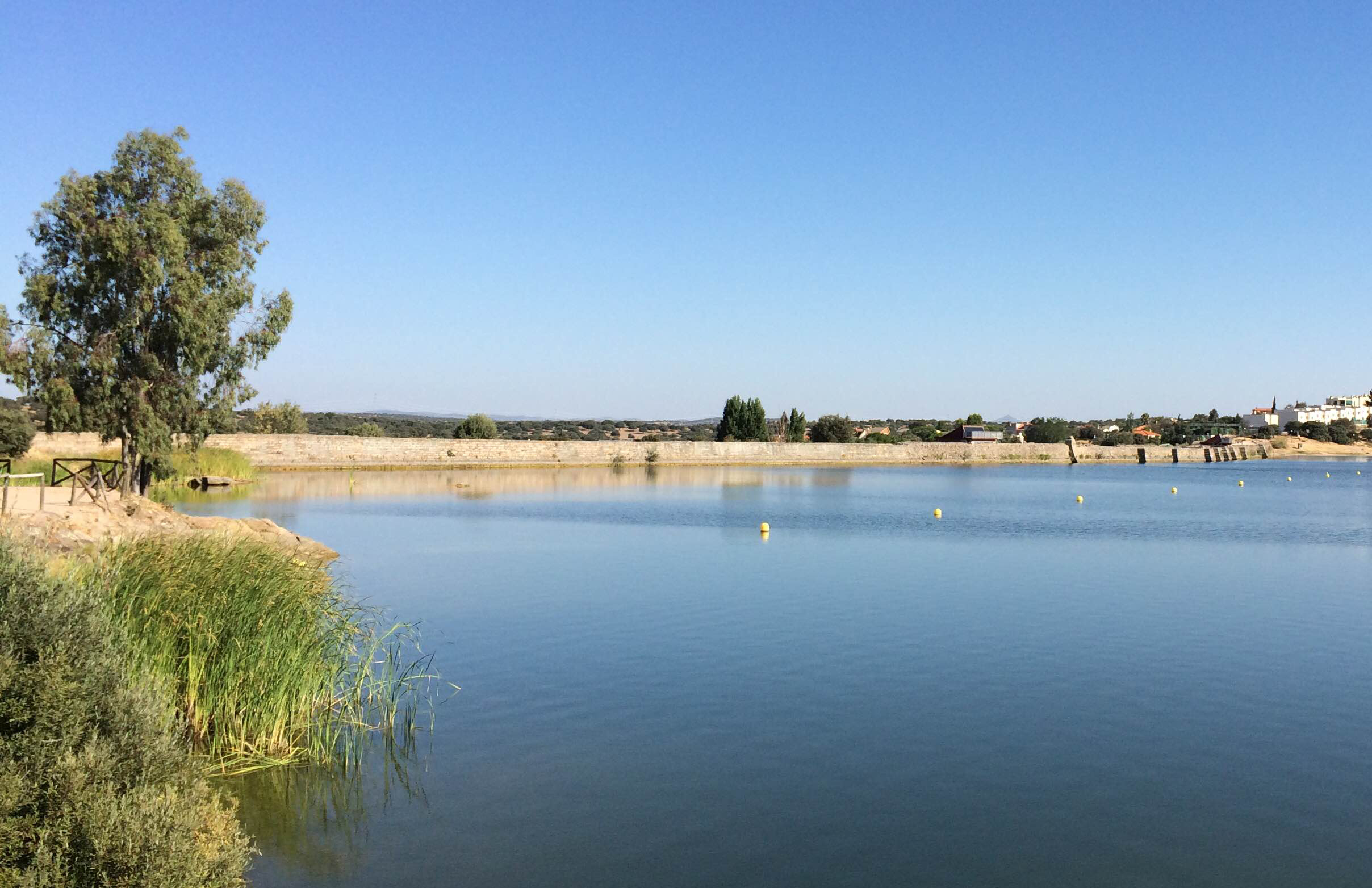
Zbiornik Prozerpiny (2015 r.)

Zbiornik Prozerpiny (hiszp. Embalse de Proserpina) – pochodzący jeszcze z czasów rzymskich zbiornik zaporowy w Hiszpanii, powstały dzięki budowie zapory Prozerpiny. Jeden z najstarszych ciągle funkcjonujących sztucznych zbiorników wodnych na świecie. Wraz z nieodległym zbiornikiem Cornalvo stanowi wybitne dzieło inżynierii wodnej okresu rzymskiego.

## Położenie
Zbiornik znajduje się w prowincji Badajoz w Estremadurze, 5 km na północ od centrum miasta Mérida, ok. 2,5 km na zachód od autostrady A-66. Zasilają go wody dwóch niewielkich cieków wodnych: Arroyo de Las Adelfas i Arroyo de Las Pardillas. Nadmiar wód uchodzi do Arroyo de la Albuera (lewobrzeżny dopływ Río Aljucén w dorzeczu Gwadiany).

## Historia
Budowę zarówno zapory jak i zbiornika, której początek należy datować jeszcze na koniec I w. n.e., ukończono ok. 130 r. za panowania cesarza Hadriana. Celem budowy było utworzenie odpowiednio zasobnego zbiornika, który za pomocą wybudowanego również akweduktu (Akwedukt Los Milagros) zaopatrywał w wodę rzymską kolonię Augusta Emerita, istniejącą w miejscu dzisiejszego miasta Mérida. Nadal prowadzone są różnego rodzaju prace zarówno na samej zaporze, jak i w otoczeniu akwenu.

## Charakterystyka techniczna
Zbiornik rozciąga się na wschód od linii zapory. Jego kształt, wynikający z ukształtowania terenu, jest nieregularny, od wschodu wcina się w jego wody duży półwysep Punta Aguila. Powierzchnia zbiornika wynosi wg różnych źródeł 70-72 ha, długość zbiornika 1440 m, szerokość lokalnie do ok. 520 m. Zbiornik ma pojemność maksymalną około 6-6,5 milionów m³.

## Ochrona zbiornika
Obecny dobry stan zachowania zbiornika wynika z faktu, że po upadku Cesarstwa Rzymskiego, oprócz funkcji zaopatrywania miasta w wodę przez akwedukt Los Milagros, sztuczne jezioro stało się popularnym kąpieliskiem i ośrodkiem rekreacyjnym, więc jego utrzymanie i pielęgnacja były cały czas kontynuowane.
Zbiornik Proserpiny (a także zbiornik Cornalvo) są częścią zespołu archeologicznego pod nazwą Mérida, wpisanego w 1993 r. na Listę Światowego Dziedzictwa UNESCO.

## Zagospodarowanie otoczenia zbiornika
W otoczeniu zbiornika znajdują się:
- kąpielisko z zapleczem (bary, Country Club);
- Muzeum Wody: nowoczesny obiekt mieszczący ekspozycję przedstawiającą, w jaki sposób zaopatrywano w wodę starożytne rzymskie miasto;
- budynek Czerwonego Krzyża;
- tzw. Kościół Prozerpiny;
- kemping „Prozerpina”;
- 6-kilometrowa ścieżka wokół jeziora, bardzo popularna wśród spacerowiczów i sportowców.

## Nazwa
Przez wieki zbiornik był znany jako „Charca de la Albuera” (ponieważ wypływający z niego potok nazywano Albuhera, od arabskiego albufera = laguna) lub też jako „Albuhera de Carija” (dla bliskości góry Carija). Obecne nazwy zbiornika i tworzącej go zapory pochodzą stąd, że w XVIII w. odkryto w pobliżu rzymski nagrobek, na którym znajdowało się wezwanie do bogini Prozerpiny.

## Konotacje historyczne
W 1479 roku w okolicach Zbiornika Prozerpiny rozegrała się bitwa pod Albuerą, którą w ramach wojny o sukcesję tronu kastylijskiego stoczyły wojska kastylijskie Izabeli I Katolickiej przeciwko portugalskim siłom księżniczki Joanny la Beltraneja.